# Johanna Himmler
Johanna Himmler, född den 20 september 1894 i Chemnitz, död den 13 oktober 1972, var en tysk politiker (kommunist). Hon var ledamot i den tyska riksdagen 1930–1933.

## Biografi
Himmler, född Johanna Mildner, arbetade efter folkskolan i Chemnitz som anställd inom handeln. Från 1917 tillhörde hon Spartacusförbundet. Hon var medlem i Tysklands kommunistiska parti (KPD) från dess grundande. Under 1920-talet arbetade hon i ett varuhus. Dessutom engagerade hon sig som funktionär i KPD och i fackföreningen för proletära kvinnor. År 1925 blev hon utesluten ur fackförbundet Zentralverband der Angestellten, som hon tidigare tillhört. Hon var också medlem i Landesausschuss der Arbeitsgemeinschaft Sozialistischer Organisation. År 1923 gifte hon sig med Hans Himmler (1890–1970).
Efter att ha suttit i stadsfullmäktige i Chemnitz för sitt parti från 1927 till 1931, var Himmler från 1930 till 1933 riksdagsledamot för KPD, där hon representerade valkretsen Chemnitz-Zwickau. Efter riksdagshusbranden i februari 1933 gick hon under jorden, blev till slut arresterad men släpptes efter relativt kort tid. År 1939 blev hon återigen arresterad, men släpptes snart fri igen och arbetade därefter i en butik som tillhörde KPD-sympatisörer. Efter 20 juli-attentatet 1944 blev Himmler återigen arresterad och skickades till koncentrationslägret Ravensbrück, från vilket hon befriades 1945.
I mitten av juni 1945 flyttade hon med sin make till det svårt förstörda Nordhausen i Thüringen, eftersom deras bostad i Chemnitz förstörts vid en bombattack. Hans Himmler var borgmästare i Nordhausen från 1946 till 1952. Hon engagerade sig i kommunpolitiken och i politiken i Thüringen, och blev senare ledamot av Thüringer Landtag. Hon var också ordförande för Nordhausens antifascistiska kvinnokommitté och medgrundare av Demokratiska kvinnoförbundet i Tyskland (DFD). I början av 1950-talet trappade hon av hälsoskäl ned sitt politiska engagemant och var sedan aktiv i olika frivilliga funktioner inom SED, DFD och VdN.
Johanna Himmler avled den 13 oktober 1972 i Nordhausen och begravdes den 18 oktober 1972.